# Pojorâta, Argeș
Pojorâta este un sat în comuna Lerești din județul Argeș, Muntenia, România.
.